# Gardenia psidioides
Gardenia psidioides är en måreväxtart som beskrevs av Christopher Francis Puttock. Gardenia psidioides ingår i släktet Gardenia och familjen måreväxter. Inga underarter finns listade i Catalogue of Life.